# Suma Qamaña
La expresión suma qamaña deriva del idioma aymara:«suma», "plenitud", "excelente", "bien" y «qamaña», "vivir", "estar siendo", "convivir". Suma qamaña hace referencia a la vida buena, —en el sentido moral del bien, de vida correcta o buen vivir— caracterizada por el equilibrio armónico con la comunidad, la naturaleza, la espiritualidad, la familia, el cuerpo, y la mente.
En la Constitución Política del Estado Plurinacional de Bolivia, proclamada en 2009, se incorporan los principios contenidos en suma qamaña como uno de los fundamentos éticos de la sociedad.
El concepto es similar al quechua Sumak kawsay, que también hace referencia a "vivir bien", pero con un sentido más comunitario, por lo que una traducción más aproximada sería "convivir bien". La diferencia central con la idea de "vivir bien" de las culturas occidentales es que en ellas el concepto involucra el goce hedonista inmediato e individual de bienes materiales.

## Concepto
«El Suma qamaña es el equilibrio material y espiritual del individuo (saber vivir) y la relación armoniosa del mismo con todas las formas de existencia (convivir)»
La indianidad boliviana tiene una cosmovisión del mundo a la que llama Suma Qamaña. Está relacionada con el concepto muchik de la Vida Dulce que es una vivencia interactiva y cotidiana de tener a mano lo necesario y suficiente dentro de un modo de vida austero y diverso, lubricado por el cariño, que no excluye a nadie. [cita requerida]
En este modelo de austeridad, equilibrio y suficiencia de lo bueno, bello y necesario, nadie debe ser excluido, ni los dioses ni la naturaleza. Esta concepción de la Vida Dulce sería posible porque la cosmovisión andina no es antropocéntrica ni newtoniana; es ecológica y cuántica. [cita requerida]

## Principios
Fernando Huanacuni Mamani en su libro Vivir Bien/Buen Vivir: Filosofía, políticas, estrategias y experiencias regionales (2010) señala los siguientes Trece Principios para Vivir Bien – Suma Qamaña guardados por el pueblo aymara para vivir bien o vivir en plenitud:
- 1 Suma Manq’ aña: Saber comer
- 2 Suma Umaña: Saber beber
- 3 Suma Thokoña: Saber bailar
- 4 Suma Ikiña: Saber dormir
- 5 Suma Irnakaña: Saber trabajar
- 6 Suma Lupiña: Saber meditar
- 7 Suma Amuyaña: Saber pensar
- 8 Suma Munaña Munayasiña: Saber amar y ser amado
- 9 Suma Ist’ aña: Saber escuchar
- 10 Suma Aruskipaña: Saber hablar
- 11 Suma Samkasiña: Saber soñar
- 12.  Suma Sarnaqaña: Saber caminar
- 13 Suma Churaña, suma Katukaña: Saber dar y saber recibir

## Civilización occidental y oriental
Según Javier Medina, la humanidad, como sociedad, está formada por dos civilizaciones contrapuestas que conforman un todo: la civilización occidental (cultura portuguesa, italiana, inglesa, holandesa...) y la oriental (china, tibetana, aymara, guaraní, schuar, nahua, hopi...). En su libro "Suma Qamaña. Por una convivialidad postindustrial", plantea el conflicto boliviano de la siguiente manera:
"El problema boliviano es que sus élites quieren que una civilización animista (cuyos valores son simbiosis, cooperación, equilibrio, crianza, conversación, equivalencia, agrocentrismo) funcione como una civilización monoteista (cuyos valores son la separación Dios/Hombre/Naturaleza, libertad, progreso, desarrollo, individuo, acumular, subjetividad, competir, dominar, razón instrumental, llevar su verdad hasta los confines del mundo y convertir a los infieles a su verdad" para que el mundo sea uno como tu eres Uno")
La Vida Dulce no es el mundo del saber, pues los amerindios no pretenden ni quieren transformar el mundo (como los revolucionarios) sino amarlo tal y como es (como los místicos)"

## Ecología y Suma Qamaña
Pachamama y Gaia son seres vivos y auto-organizados. El cosmos debe tener un orden y un equilibrio.